# Нова хвиля 2011
10-й міжнародний конкурс молодих виконавців популярної музики «Нова хвиля» відбувся 2011 року, з 26 липня до 31 липня у концертній залі «Дзинтарі», розташованій у Юрмалі. У конкурсі взяло участь 16 виконавців, що представляли 12 країн. Україну на конкурсі представляли Марія Собко та гурт «TheKolyaСерга». Призовий фонд конкурсу становив 100 000 євро. Переможець конкурсу отримав 50 000, за 2-ге місце давали 30 000, за 3-тє місце — 20 000 євро.

## Відкриття фестивалю (26 липня2011року)

### Ведучі
- Муза конкурсу Алла Пугачова, Лера Кудрявцева, Ксенія Собчак, Юлія Ковальчук, Сергій Лазарєв, Тимур Родріґез, Іван Дорн.

### На відкритті фестивалю виступили
- Збірна Латвії;
- Діма Білан — «Я Просто Люблю Тебя»
- Банд'Ерос — «Китано»
- Збірна Республіки Білорусь;
- Борис Моїсеєв;
- Леонід Агутін;
- Сергій Лазарєв — «Биение сердца»
- Жасмін;
- Збірна Ізраїлю — «Diva»
- Йосип Кобзон;
- Гурт «Serebro» — «Давай Держаться За Руки»
- Нюша — «Чудо»
- Збірна Вірменії;
- Олег Газманов;
- Джамала — «Smile»
- Збірна Казахстану та Батирхан Шукенов;
- Григорій Лєпс і Вельвеt — «Капитан Арктика»
- Григорій Лєпс;
- Валерій Леонтьєв;
- Збірна світу;
- Ґоран Бреґович і Валерія;
- Ґоран Бреґович;
- Віра Брежнєва і Dan Balan — «Лепестками слёз»;
- Збірна України;
- Seal;
- Пилип Кіркоров і Камалія — «Playing With Fire»
- Пилип Кіркоров — «Снег»;
- Дискотека Аварія та Христина Орбакайте;
- Софія Ротару;
- Софія Ротару й Ігор Крутой;
- Збірна Росії (Тимур Родріґез, Анастасія Кочеткова, гурт «Муракамі», Нюша, Сергій Лазарєв, Діма Білан, Ірина Дубцова, Домінік Джокер, гурт «Jukebox») — «Хочешь»

## День світового хіта (27 липня2011року)

### Ведучі
- Віра Брежнєва, Юлія Ковальчук, Володимир Зеленський, Тимур Родріґез, Лера Кудрявцева, Сергій Лазарєв.

### На Дні світового хіта фестивалю виступили
- Гурт «Serebro» — «Tik Tok» (Kesha cover);
- Сергій Лазарєв — «Take on Me» (A-Ha cover);
- Анжеліка Агурбаш — «Sway» (Dean Martin cover);
- Домінік Джокер — «You» (Ten Sharp cover);
- Анастасія Петрик — «Oh! darling» (The Beatles cover);
- Ані Лорак — «Why» (Annie Lennox cover);
- Валерій Меладзе — «Kalimba de luna» (Tony Esposito cover);
- Вікторія Крутая — «Addicted to love» (Serge Devant ft. Hadley cover);
- Діма Білан — «Shape of my heart» (Sting cover);
- Алсу — «Hero» (Mariah Carey cover);
- Тимур Родріґез — «I belong to you» (Lenny Kravitz cover);
- Лариса Доліна — «Private dancer» (Tina Turner cover);
- Валерій Леонтьєв — «Tu Vuo Fa L' Americano» (Renato Carosone + Yolanda Be Cool cover);
- BabyFace — «When can I see you again», «How come how long», «Change the world»;
- Фінальна пісня: Учасники конкурсу — «We Are the World» (USA For Africa cover).

## Концерт членів журі (28 липня2011року)
Концерт у стилі ретро. Пісні в ритмі танго.

### Ведучі
- Геннадій Хазанов, Лера Кудрявцева, Сергій Лазарєв.

### На Концерті членів журі виступили
- Костянтин Меладзе та Валерій Меладзе — «Счастье моё» (пісня Йосипа Кобзона);
- Леонід Агутін і гурт «Jukebox» — «Тайна» (пісня Леоніда Утьосова);
- Лайма Вайкуле — «Римские каникулы» (пісня з к/ф Римські канікули);
- Григорій Лєпс — «Весеннее танго» (пісня Вадима Козіна);
- Валерія — «Руки» (пісня Василя Лебедєва-Кумача);
- Ігор Крутой — «Ах, эти черные глаза» (пісня Оскара Строка);
- Пилип Кіркоров — «Танго» італійською мовою;
- Юрій Антонов — «Не говорите мне прощай»;
- гурт «Вершки суспільства» — «Сердце» (пісня Ісаака Дунаєвського);
- Фінальна пісня: Учасники конкурсу — «Букет» (пісня Олександра Барикіна).

## Творчий вечір Олександра Зацепіна (29 липня2011року)

### Ведучі
- Алла Пугачова, Олександр Зацепін.

### На творчому вечоріОлександра Зацепінавиступили
- Сосо Павліашвілі — «Остров невезения» (пісня з к/ф Діамантова рука);
- Наташа Корольова — «Где-то на белом свете» (пісня з к/ф Кавказька полонянка);
- А'Студіо — «Так же как все» (пісня Алли Пугачової);
- Доминик Джокер — «Куплеты о пиве»;
- Анжеліка Варум — «Он пришёл, этот добрый день» (пісня з к/ф 31 червня);
- Лев Лещенко — «Всё было, как было»;
- Ірина Дубцова — «Звёздный мост» (пісня з к/ф 31 червня);
- Валерій Леонтьєв — «Если б я был султан» (пісня з к/ф Кавказька полонянка);
- Гурт «ВІА Гра» — «Звенит январская вьюга» (пісня з к/ф Іван Васильович змінює професію);
- Йосип Кобзон і гурт «Республіка» — «Вдруг как в сказке» (пісня з к/ф Іван Васильович змінює професію);
- Алсу — «Да» (пісня Алли Пугачової);
- Олександр Ревва — «Купидон» (пісня з к/ф Не може бути);
- Наталія Подольська та Володимир Пресняков — «Друг друга мы нашли» (пісня Алли Пугачової);
- Таїсія Повалій — «Всё равно ты будешь мой»;
- Леонід Агутін — «Куда уходит детство» (пісня Алли Пугачової);
- Діма Білан — «Даром преподаватели...» (пісня Алли Пугачової);
- Варвара — «Любовь одна виновата» (пісня Алли Пугачової);
- Віра Брежнєва та Тимур Родріґез — «Танго Остапа» (пісня з к/ф Дванадцять стільців);
- Ані Лорак — «Всегда быть рядом не могут люди» (пісня з к/ф 31 червня);
- Пилип Кіркоров — «Мир без любви» (пісня з к/ф 31 червня);
- Дискотека Аварія — «Маруся» (пісня з к/ф Іван Васильович змінює професію);
- Христина Орбакайте — «До свидания, лето» (пісня Алли Пугачової);
- Григорій Лєпс — «Любовь нас выбирает»;
- Вєрка Сердючка — «Помоги мне» (пісня з к/ф Діамантова рука) (remake українською мовою);
- Ігор Крутой — «Есть только миг» (пісня з к/ф Земля Саннікова);
- Ігор Крутой, Ігор Ніколаєв, Леонід Агутін і Валерій Меладзе — «А нам всё равно» (пісня з к/ф Діамантова рука);
- Усі учасники концерту — «Этот мир» (пісня Алли Пугачової).

## День прем'єр. Творчий вечір Раймонда Паулса (30 липня2011року)
На концерті пролунали пісні на вірші Євгена Євтушенка.

### Ведучі
- Максим Галкін, Евеліна Бльоданс, Ганна Ардова, Ксенія Собчак, Іван Дорн.

### На Дні прем'єр виступили
- Ірина Дубцова, Анастасія Кочеткова, Макпал і Тіматі — «Маэстро»;
- Валерія — «Дай Бог»;
- Володимир Пресняков — «Песня о дружбе»;
- Лайма Вайкуле — «Где всё болит»;
- Валерій Меладзе — «Случайное знакомство»;
- Ірина Дубцова — «Я люблю тебя»;
- Інтарс Бусуліс — «Женщина моя»;
- Анжеліка Варум — «Шепот нежный»;
- Леонід Агутін;
- Юлія Ковальчук й Олексій Чумаков — «Ревность»;
- Олександр Буйнов — «Не надо, чтоб меня не стало»;
- Ірина Аллегрова — «Поможем Богу»;
- Євген Євтушенко — вірш «Нет лет»;
- Гурт «Вершки суспільства» (Леонід Агутін, Лайма Вайкуле, Валерій Меладзе, Костянтин Меладзе, Ігор Ніколаєв, Ігор Крутой, Раймонд Паулс і Валерія) — «Листья жёлтые» (російською та латвійською мовою);
- Максим Галкін — «Пародія на Пилипа Кіркорова та Ганну Нетребко»;
- Фінальна пісня: Леонід Агутін й учасники конкурсу — «Всё однажды кончится».

## Закриття фестивалю (31 липня2011року)

### Ведучі
- Лера Кудрявцева, Ксенія Собчак, Юлія Ковальчук, Сергій Лазарєв, Тимур Родріґез, Іван Дорн.

### На закритті фестивалю виступили
- Дискотека Аварія — «Нано-техно»;
- Потап і Настя Каменських — «Чумачечая весна»;
- Володимир Винокур і Наталія Корольова — «Чмоки-чмоки»;
- Сосо Павліашвілі — «Добрый вечер, Сочи»;
- Пилип Кіркоров — «Кристина» (за участю Христини Орбакайте);
- Христина Орбакайте — «Без тебя»;
- Христина Орбакайте та Tomas N'evergreen — «Почувствуй со мной»;
- Вєрка Сердючка — «Дольче Габбана»;
- Тіматі — «Я буду ждать»;
- Оксана Богословська та Лев Лещенко — «Вечная любовь»;
- Анжеліка Варум і Леонід Агутін — «Если мама позвонит...»;
- Ірина Аллегрова — «Ты не такой»;
- Гурт Н. А. О. М. І. — «Говорило лето» (3 місце);
- Юлія Проскурякова й Ігор Ніколаєв — «Сегодня наш день»;
- Лариса Доліна — «До тебя»;
- Марія Собко — «Я тебя люблю» (2 місце);
- ВІА Гра — «День без тебя»;
- Діма Білан — «Мечтатели»;
- Потап, Вєрка Сердючка та Лайма Вайкуле — «Караганда»;
- Ерік — «Линем ками» (Приз глядацьких симпатій);
- Олександр Буйнов — «Любовь»;
- А'Студіо — «Fashion Girl»;
- Йосип Кобзон і Рустам Штар — «Малиновый звон»;
- Микола Басков — «Натуральный блондин»;
- Валерія — «Рига-Москва»;
- Jayden Felder — «Georgia» (1 місце);
- Дмитро Хворостовський та Ігор Крутой за участю симфонічного оркестру та хору — «Премьера 10 ' 2012»;
- Sumi Jo, Дмитро Хворостовський та Ігор Крутой за участю симфонічного оркестру та хору;
- Sumi Jo и Ігор Крутой за участю симфонічного оркестру та хору;
- Sumi Jo, Лара Фабіан, Radio Classic Angels й Ігор Крутой за участю симфонічного оркестру та хору;
- Лара Фабіан й Ігор Крутой за участю симфонічного оркестру та хору;
- Лара Фабіан й Ігор Крутой за участю симфонічного оркестру та хору — «Любовь, похожая на сон»;
- Sumi Jo, Лара Фабіан, Дмитро Хворостовський та Ігор Крутой за участю симфонічного оркестру та хору;
- Лара Фабіан й Ігор Крутой за участю симфонічного оркестру та хору — «Under the sin sky»;
- Фінальна пісня у виконанні усіх учасників фестивалю: «До свиданья, Юрмала».

## Конкурс
| Порядковий номер у 1/2/3 турі | Країна     | Виконавець                    | Пісня у 1/2/3 турі                                                      | 1 тур | 2 тур | 3 тур | Підсумки | Місце |
| ----------------------------- | ---------- | ----------------------------- | ----------------------------------------------------------------------- | ----- | ----- | ----- | -------- | ----- |
| 7/12/1                        | Росія      | Андрій Grizz-Lee              | Beggin/ Полетели/ Эта Музыка                                            | 114   | 114   | 107   | 335      | 5-6   |
| 9/7/2                         | Того       | Jenna Akua Hoff               | Free Your Mind/ Respect/ Rain Beats Down                                | 118   | 112   | 103   | 333      | 7     |
| 5/15/3                        | Литва      | Donny Montell                 | Too Much Love Will Kill You/ Running Fast/ Listen 2 Your Heart          | 99    | 119   | 99    | 317      | 12    |
| 4/3/4                         | Польща     | Моніка та Міхал               | Piu Che Puoi/ Poki Na To Czas/ Forever                                  | 102   | 100   | 92    | 294      | 16    |
| 15/1/5                        | Бразилія   | Roger Ricco                   | Right Here Waiting/ Corazon Espinado/ Como E Grande Meu Amor            | 100   | 101   | 94    | 295      | 15    |
| 12/4/6                        | Латвія     | Candy                         | Circle Of Life/ Путь К Свету/ Can't Get Enough                          | 118   | 111   | 99    | 328      | 8     |
| 1/5/7                         | Вірменія   | Ерік                          | All In Love Is Fair/ Твои Следы/ Линем Ками                             | 108   | 119   | 108   | 335      | 5-6   |
| 8/8/8                         | Білорусь   | Юзарі                         | I Wish/ Лапти/ Что Между Нами                                           | 109   | 111   | 98    | 318      | 11    |
| 10/13/9                       | Росія      | Гурт «Н. А. О. М. І.»         | Deja Vu/ Соломинка/ Говорило Лето                                       | 116   | 115   | 108   | 339      | 3     |
| 16/16/10                      | Україна    | Коля Серга                    | Seven Nation Army (remake)/ Попытка № 5 (remake)/ Баллада О Новой Волне | 105   | 109   | 108   | 322      | 10    |
| 6/10/11                       | Україна    | Марія Собко                   | Please, Don't Make Me Love You/ Мамо/ Я Тебя Люблю                      | 119   | 115   | 106   | 340      | 2     |
| 2/11/12                       | Фінляндія  | Koop Arponen & Flute of Shame | I Saw Her Standing There/ Every Song I Hear/ Pictures On My Wall        | 103   | 114   | 110   | 327      | 9     |
| 14/9/13                       | Узбекистан | Дует «Twins»                  | Salma Ya Salama/ Последняя Поэма/ Армоним                               | 99    | 104   | 94    | 297      | 13    |
| 13/2/14                       | США        | Jayden Felder                 | Georgia/ Long Train Runnin/ I Believe                                   | 120   | 117   | 104   | 341      | 1     |
| 11/14/15                      | Киргизстан | Дует «Бішкек»                 | I Swear/ Тут И Там/ Чувства Мои                                         | 116   | 112   | 109   | 337      | 4     |
| 3/6/16                        | Казахстан  | Дует «A-Lau»                  | Move/ Ты Бережешь Свой Рай/ Аригато                                     | 100   | 102   | 94    | 296      | 14    |

### Позначення
- 1-ше місце
- 2-ге місце та Ротація кліпу на МузТВ
- 3-тє місце
- Золота зірка Алли та Приз Юрмальських симпатій
- Приз глядацьких симпатій
- Спеціальний приз для наймолодших виконавців
- Знімання кліпу від компанії Мегафон, Приз Авто-радіо та Ротація кліпу на МузТВ
- Ротація кліпу на МузТВ

## Журі конкурсу
- Леонід Агутін
- Юрій Антонов
- Валерія
- Лайма Вайкуле
- Валерій Меладзе
- Костянтин Меладзе
- Ігор Ніколаєв
- Пилип Кіркоров
- Максим Фадєєв

### Співголови журі
- Ігор Крутой
- Раймонд Паулс